# Criaturas celestiales
Criaturas Celestiales (inglés: Heavenly Creatures) es una película de  culto, neozelandesa, bizarra, true crime y LGBTIQ, dirigida por Peter Jackson, cuyo guion escribió junto su pareja Frances Walsh que es la que tuvo la idea de hacer un film, basándose en el caso Parker Hulme. Fue protagonizada por dos debutantes la neozelandesa  Melanie Lynskey y  la británica Kate Winslet con 15 y 17 años respectivamente. También participaron como secundarios Sarah Peirse, Diana Kent, Clive Merrison y Simon O'Connor. Como colaboraciones especiales de Elizabeth Moody,Jed Brophy,Liz Mullane y hasta un cameo del mismo director.
La película combina elementos de géneros cinematográficos como biografía, época, suspense criminal, horror, romance, drama psicológico, fantasía y comedia oscura.

Está basada en un caso policial real ocurrido en Nueva Zelanda, en 1954, el famoso caso de asesinato de Parker-Hulme en Christchurch en 1954 , la película se centra en la relación entre dos adolescentes, Pauline Parker y Juliet Hulme , que culmina con el asesinato de la madre de Parker. Los acontecimientos de la película abarcan el período desde su encuentro en 1952 hasta el asesinato en 1954.
La película se estrenó en 1994 en el 51.er Festival Internacional De Cine De Venecia, donde ganó el León De Plata y recibió elogios generalizados de la crítica, convirtiéndose en una de las películas mejor recibidas de ese año. Los críticos elogiaron la mayoría de los aspectos de la producción, prestando especial atención a las actuaciones de los previamente desconocidos Winslet y Lynskey, así como a la dirección de Jackson y el guion. La película recibió una nominación al Oscar Al Mejor Guion Original.

## Argumento
En 1950, en la ciudad de Christchurch, Nueva Zelanda, Pauline Parker (Melanie Lynskey) una muchacha de 14 años, procedente de una familia de pocos recursos, traba amistad con una joven británica de 15 años, Juliet Hulme (Kate Winslet), de familia acomodada, cuando esta es transferida al colegio de Pauline. Ambas tienen una gran imaginación, crean un mundo de fantasía propio y se hacen amigas íntimas.
Un día, Juliet invita a Pauline a su casa y esta queda impresionada por el estatus de la familia de Juliet. El padre era el rector del Canterbury University College. 
Al cabo de dos años desarrollan una relación de amistad muy cercana y crean una fantasía en la que imaginan un reino llamado Borovnia donde ellas son las protagonistas y corren numerosas aventuras que planean publicar en Estados Unidos. Pero Juliet enferma de tuberculosis y es aislada en un sanatorio, dejando a Pauline destrozada.
Pronto inician una correspondencia que no sólo habla de ellas, sino también de los personajes fantásticos que han creado.
En la pensión de los padres de Pauline vive John (Jed Brophy), que se enamora de ella y la seduce. Cuatro meses después Juliet regresa y reinicia la relación cercana con Pauline.
Un día, el padre de Juliet, el dr. Henry Hulme (Clive Merrison) aparece en casa de Pauline para conversar acerca de la relación entre las dos muchachas, e insiste en que Pauline debería ser examinada por un médico. El doctor Bennett (Gilbert Goldie) le sugiere a la madre de Pauline, Honora (Sarah Peirse) que su hija podría ser homosexual, algo considerado como una enfermedad mental en aquella época.
Los padres acuerdan que las chicas deben separarse y les permiten pasar dos semanas juntas antes de enviar a Juliet a Sudáfrica a vivir con su tía Edna, justificando su viaje como un cambio de ambiente, beneficioso para la salud de Juliet.
Juliet sorprende a su madre manteniendo una aventura amorosa con uno de sus pacientes y amenaza con decírselo a su padre, pero su madre le dice que él ya lo sabe. Poco después anuncian su intención de divorciarse, alterando a Juliet. Deciden abandonar Christchurch. Incapaces de huir juntas, Pauline y Juliet hablan de asesinar a Honora. Llevan a cabo su plan en el parque Victoria. Juliet pone un pedazo de ladrillo en una media, y cuando Honora se inclina a recoger un amuleto que las chicas han dejado allí deliberadamente, Juliet y Pauline la golpean hasta la muerte.
Al día siguiente el diario de Pauline es encontrado con los planes del asesinato. Las dos son juzgadas, declaradas culpables y condenadas a prisión. Son puestas en libertad con la condición de que nunca más volverán a verse.